# کشتار مزار شریف
کشتار مزار شریف کشتار وسیعی است که توسط طالبان پس از تصرف مزار شریف در ۱۷ اسد (مرداد) ۱۳۷۷ علیه مردم این شهر رخ داد. اکثر قربانیان این کشتار را مردمان هزاره تشکیل می‌دادند. طبق ادعای پروژه عدالت افغانستان طالبان دست‌کم ۸ هزار نفر را که اکثراً غیرنظامی بودند را کشتند. برخی گزارش‌های دیگر خبر از کشته شدن نزدیک ۱۰ هزار نفر را می‌دهد. طالبان در این حمله ۸ دیپلمات ، سرکنسولگر جمهوری اسلامی ایران در مزارشریف ، امین ثمره مرادی ، منشی وی و یک خبرنگار ایرانی سازمان صداوسیمای جمهوری اسلامی ایران را نیز به قتل رساندند.

## جزئیات
در ۱۷ اسد (مرداد) ۱۳۷۷ خورشیدی، نیروهای طالبان پس از درگیری خونین، وارد شهر مزار شریف در ولایت بلخ شدند. آنها در جریان چند روز اول صدها غیرنظامی که اکثراً از مردمان هزاره بودند را دستگیر و تیرباران کردند. نیروهای طالبان در سه روز اول، قتل‌عام عمومی مردم شیعه شهر را اعلام کردند. شاهدان مدعی هستند که کشتار به شدتی وسیع بود که در خیابان‌ها، جنازه روی جنازه افتاده بود و تا چند روز، گاری‌ها جنازه‌ها را در مناطق نامعلوم انتقال می‌دادند. سربازان بامیانی که به کمک مردم مزار شریف آمده بودند و تعداد آن‌ها به حدود ۲ هزار نفر نیز می‌رسید نیز به دلیل ناآشنایی و کشته شدن فرمانده‌هایشان شکست خورده و توسط طالبان کشته شدند.

### گزارش دیده‌بان حقوق بشر
دیده‌بان حقوق بشر، گزارشی به نام قتل‌عام در مزار شریف بر پایه تحقیقات دیده‌بان حقوق بشر در اکتبر ۱۹۸۸ منتشر کرد.
قبل از حمله طالبان به مزار شریف، پشتون‌های بلخ وابسته به حزب اسلامی تغییر موضع داده و به طالبان اجازه ورود به شهر را می‌دهند. نیروهای حزب اسلامی حدود ۱۵۰۰ تا ۳۰۰۰ جنگجوی حزب وحدت را محاصره کردند و با پیشروی نیروهای طالبان این نیروها نتوانستند از محاصره فرار کنند. بیشتر مبارزان حزب وحدت در قلعه زینی در همان محل قتل عام شدند. برخی از نیروهایی که توانسته بودند از محاصره فرار کنند به سمت حیرتان حرکت می‌کنند، اما چون پیاده بودند، توسط نیروهای طالبان که در بیابان با ماشین‌های پیکاپ عبور می‌کردند، به قتل رسیدند. قوماندانان (فرماندهان) حزب وحدت، محمد محقق و برخی دیگر از افراد بلندپایه با هلیکوپتر منطقه را تخلیه کرده بودند. تعداد کشته شده‌ها و تعداد افراد اسیر شده که بعداً توسط نیروهای طالبان به قتل رسیدند، غیرقابل گفته شدن است. چون طالبان با پشتون‌های بلخ که نسبت به منطقه آگاهی داشتند، همراه بودند، توانستند که تأسیسات مهم را در محدوده شهر به سرعت شناسایی و تسخیر کنند. برخی اعضای پاکستانی که طبق گزارش از اعضای سپاه صحابه بودند، وارد کنسولگری ایران در مزار شده و هشت دیپلمات و افسر اطلاعاتی و یک روزنامه‌نگار را به قتل رساندند. نیروهای طالبان در یک تلاشی منظم و سیستماتیک برای یافتن مردها از قوم هزاره، تاجیک و ازبک در شهر انجام دادند. به ویژه هزاره‌ها مورد هدف بودند، زیرا مقاومت سال قبل در برابر طالبان از قسمت هزاره‌نشین شهر مزار شریف شده بود. در جریان تلاشی خانه به خانه، صدها مرد و کودک هزاره به قتل رسیده‌اند. در برخی قضیه‌ها، افراد مذکر دستگیر شده مورد ضرب و شتم قرار گرفته یا در محل تیرباران می‌شدند و گلوی برخی نیز بریده شد. در حالیکه بیشتر کشته شده‌ها از هزاره‌ها بودند، شاهدان کشتار مردان تاجیک و اوزبیک را نیز دیده یا می‌دانند. والی جدید طالبان به نام ملا منان نیازی پس از کنترل شهر، خطبه‌هایی ایراد کرد و تهدید به خشونت علیه هزاره‌ها به انتقام کشتار زندانیان طالب در ۱۹۹۷ نمود و به آنها اخطار داده که باید به مذهب حنفی روی آورند یا شهر را ترک کنند. طبق گزارش در یک سخنرانی دیگر وی بیان داشت که: هزاره‌ها مسلمان نیستند. آن‌ها کافر هستند. هزاره‌ها نیروهای ما را در اینجا کشتند اکنون ما باید هزاره‌ها را بکشیم. دیده‌بان حقوق بشر ذکر کرده که این خطابه‌ها توسط بیشتر مقامات بلند رتبه طالبان در مزار، در آن زمان بیان شده که نشان دهنده آن است که کشتار و حملات دیگر علیه هزاره‌ها مورد تأیید و تصویب مسئولین طالبان بوده‌است. هزاران مرد از اقوام مختلف در زندان پرازدحام شهر توقیف شده و بعداً به شهرهای دیگر به شمول شبرغان، هرات و قندهار در کانتینرهای ماشین‌های باربری بزرگ در شرایط بسیار بدی منتقل می‌شدند که در دو مورد تقریباً تمامی مردان داخل کانتینر فلزی از شدت گرمای زیاد و خفگی مرده بودند.

## واکنش‌ها
- این کشتار از طرف گزارشگران و حقوق‌دانان سازمان عفو بین‌الملل به عنوان بی‌سابقه‌ترین نقض حقوق بشر، کشتار دیوانه‌وار، نسل‌کشی تمام عیار و تصفیه قومی یاد شده‌است.[۳]
- سید علی خامنه‌ای رهبر جمهوری اسلامی ایران در پیامی، ضمن محکومیت کشتار مردم مزار شریف، به‌خصوص مردم هزاره، اقدامات طالبان علیه این مردم را جنایت و قتل‌عام حقیقی اعلان کرد. وی در پیام تسلیت خود طالبان را از تعالیم نورانی اسلام و بی‌خبر از قوانین عمومی جهان یاد کرد؛ و از دولتها و ملتهای مسلمان خواستار واکنش علیه طالبان شد.[۱۱]